# Список объектов всемирного наследия ЮНЕСКО в Египте
В списке объектов всемирного наследия ЮНЕСКО в Египте значатся 7 наименований (на 2012 год). Общий список всемирного наследия на 2024 год включает в себя 1223 объектов. Таким образом, доля объектов Египта в мире составляет примерно 0,6 %. 6 объектов включены в список по культурным критериям и 1 — по природным.
Кроме этого, по состоянию на 2017 год, 33 объекта на территории Египта находятся в числе кандидатов на включение в список всемирного наследия.

## Список
В данной таблице объекты расположены в порядке их добавления в список всемирного наследия ЮНЕСКО.
| № | Изображение | Название                                                     | Местоположение                         | Время создания       | Год внесения в список | №    | Критерии       |
| - | ----------- | ------------------------------------------------------------ | -------------------------------------- | -------------------- | --------------------- | ---- | -------------- |
| 1 |             | Раннехристианские памятники в Абу-Мене                       | Абу-Мена                               | III—IV вв.           | 1979                  | 90   | iv             |
| 2 |             | Древние Фивы с их некрополями, Карнакский и Луксорский храмы | Фивы, Карнакский храм, Луксорский храм | XXII—XII вв до н. э. | 1979                  | 87   | i, iii, vi     |
| 3 |             | Исламский Каир                                               | Каир                                   | X—XIX вв.            | 1979                  | 89   | i, v, vi       |
| 4 |             | Мемфис и его некрополи — район пирамид от Гизы до Дахшура    | Гиза, Мемфис, Дахшур, Саккара          | III тыс. до н. э.    | 1979                  | 86   | i, iii, vi     |
| 5 |             | Памятники Нубии от Абу-Симбела до Фил                        | Абу-Симбел, Филы                       | XIII в. до н. э.     | 1979                  | 88   | i, iii, vi     |
| 6 |             | Монастырь Святой Екатерины                                   | Синайский полуостров                   | VI в.                | 2002                  | 954  | i, iii, iv, vi |
| 7 |             | Вади-аль-Хитан                                               | губернаторство Эль-Файюм               | —                    | 2005                  | 1186 | viii           |

## Предварительный список
В таблице объекты расположены в порядке их добавления в предварительный список. В данном списке указаны объекты, предложенные правительством Египта в качестве кандидатов на занесение в список всемирного наследия.
| #  | Изображение | Название | Местоположение                               | Время создания             | Год внесения в список | №    | Критерии                            |
| -- | ----------- | --- | -------------------------------------------- | -------------------------- | --------------------- | ---- | ----------------------------------- |
| 1  |             | Дахаб | Южный Синай                                  | V-VI вв.                   | 1994                  | 197  |                                     |
| 2  |             | Археологическая зона Дахшура | К юго-западу от Каира                        | III тыс. до н. э.          | 1994                  | 191  |                                     |
| 3  |             | Эль-Файюм | Эль-Файюм                                    | С XX в. до н. э.           | 1994                  | 192  |                                     |
| 4  |             | Крепость Эль-Генди | Южный Синай                                  | 1183 г.                    | 1994                  | 193  |                                     |
| 5  |             | Эль-Минья | Эль-Минья                                    | С IV тыс. до н. э.         | 1994                  | 198  |                                     |
| 6  |             | Замок Нувейба | Южный Синай                                  | 1893 г.                    | 1994                  | 199  |                                     |
| 7  |             | Зона археологических памятников Северного Синая | Северный Синай                               | С додинастического периода | 1994                  | 189  |                                     |
| 8  |             | Фараонов остров | Южный Синай                                  | С XII в.                   | 1994                  | 196  |                                     |
| 9  |             | Раифский монастырь | Южный Синай                                  | VI в.                      | 1994                  | 194  |                                     |
| 10 |             | Археологическая зона оазиса Сива | Матрух                                       | С VII в. до н. э.          | 1994                  | 186  |                                     |
| 11 |             | Храм Хатхор, построенный Рамсесом III | Синайский полуостров                         | XII в. до н. э.            | 1994                  | 190  |                                     |
| 12 |             | Храм в Сарабит-эль-Хадиме | Южный Синай                                  |                            | 1994                  | 187  |                                     |
| 13 |             | Вади-Фейран | Южный Синай                                  | V в.                       | 1994                  | 195  |                                     |
| 14 |             | Рас-Мохаммед | Южный Синай                                  | —                          | 2002                  | 1636 | vii, viii, ix, x                    |
| 15 |             | Абидос, город паломничества фараонов | Эль-Бальяна                                  | С IV тыс. до н. э.         | 2003                  | 1823 | iv, vi                              |
| 16 |             | Древние руины и новая библиотека Александрии | Александрия                                  | 2002                       | 2003                  | 1822 | i, ii, vi                           |
| 17 |             | Пути миграции птиц * Озеро Бардавиль * Лес Зараник * Гебель-Шеиб-эль-Банат * Острова Салуга и Газаль на Ниле * Водохранилище Насер                              | Северный Синай, Красное Море, Асуан          | —                          | 2003                  | 1809 | vii, x                              |
| 18 |             | Вади в пустыне * Вади-Кена * Вади-эль-Гималь * Вади-эль-Лаки | Красное Море, Асуан                          | —                          | 2003                  | 1810 | vii, viii, ix, x                    |
| 19 |             | Территория Гебель-Катрани и природный заповедник Озеро Карун | Эль-Файюм                                    | —                          | 2003                  | 1797 |                                     |
| 20 |             | Ландшафты Великой пустыни * Впадина Каттара * Великое песчаное море * Вади-Саннур                                                                               | Матрух, Бени-Суэйф                           | —                          | 2003                  | 1812 | vii, viii, ix                       |
| 21 |             | Исторические кварталы и памятники города Розетта (Рашид) | Бухейра                                      | С IX в.                    | 2003                  | 1831 | ii, iv, v                           |
| 22 |             | Горные цепи Египта * Горы Йеллег, Халаль и Магара * Гебель-Дохан * Национальный парк Гебель-Эльба * Гебель-Увейнат * Плато Гильф-эль-Кебир                      | Северный Синай, Вади-эль-Гедид, Красное Море | —                          | 2003                  | 1811 | vii, viii, ix, x                    |
| 23 |             | Некрополи Среднего Египта со времён Среднего царства до римского периода * Некрополи Бени-Хасан и Дейр-эль-Берша * Некрополь Амарна * Некрополь Туна-эль-Гебель | Эль-Минья                                    | С III тыс. до н. э.        | 2003                  | 1825 | ii, iii, vi                         |
| 24 |             | Оазис Эль-Файюм, остатки гидротехнических сооружений и древние культурные ландшафты                                                                             | Эль-Файюм                                    | С III тыс. до н. э.        | 2003                  | 1830 | i, iv, v                            |
| 25 |             | Храмы фараонов Верхнего Египта эллинистического и римского периода * Храм в Дандаре * Храм в Исне * Храм в Идфу * Храм в Ком-Омбо                               | Асуан, Кена, Луксор                          | С III в. до н. э.          | 2003                  | 1824 | iv                                  |
| 26 |             | Ниломер на острове Рода | Каир                                         | 861 г.                     | 2003                  | 1826 | i, iv                               |
| 27 |             | Южные и малые оазисы Западной пустыни * Оазис Харга * Оазис Дахла * Оазисы Куркур и Дунгул * Оазис Могра * Вади-Натрун                                          | Вади-эль-Гедид, Бухейра, Матрух              | —                          | 2003                  | 1808 | vii, viii, ix, x                    |
| 28 |             | Крепость Нахль — остановка на пути паломников в Мекку | Синайский полуостров                         | XVI в.                     | 2003                  | 1829 | iii, iv, vi                         |
| 29 |             | Монастыри Аравийской пустыни и Вади-Натрун, в том числе монастырь Макария Великого, монастырь Святого Антония, монастырь Павла Фивейского и другие              | Бухейра, Суэц, Красное Море                  | III-IV вв.                 | 2003                  | 1827 | ii, iv, v                           |
| 30 |             | Две цитадели времён Саладина на Синайском полуострове (Эль-Гунди и Фараонов остров)                                                                             | Синайский полуостров                         | XII в.                     | 2003                  | 1828 | iv, vi                              |
| 31 |             | Дабабия | Кена                                         | —                          | 2008                  | 5389 | viii                                |
| 32 |             | Хелуанская обсерватория | Хелуан                                       | 1903 г.                    | 2010                  | 5574 | ii, vi, vii                         |
| 33 |             | Оазис Харга и малые южные оазисы * Оазис Харга * Набта-Плайя * Оазисы Дунгул и Куркур                                                                           | Вади-эль-Гедид                               | 10-12 тыс. лет назад       | 2015                  | 6067 | i, ii, iii, iv, v, vii, viii, ix, x |
| 34 |             | Каирский египетский музей | Каир                                         | XIX-XX вв.                 | 2021                  | 6511 | iv, vi                              |